# 债券
债券（英語：Bond）是发行者为筹集资金而發行、在约定时间支付一定比例的利息，并在到期时偿还本金的一种有价证券。
根据不同发行方，可分为政府债券、金融债券以及公司债券。投資者購入債券，就如借出資金予政府、大企業或其他債券發行機構。这三者中政府债券因为有政府税收作为保障，因而风险最小，但收益也最小。公司债券风险最大，可能的收益也最大。债券持有者是债权人，发行者为债务人。与银行信贷不同的是，债券是一种直接债务关系。银行信贷通过存款人——银行，银行——贷款人形成间接的债务关系。债券不论何种形式，大都可以在市场上进行买卖，并因此形成了债券市场。
也有债券是以负利率出售的。由于投资者寻求躲避通货膨胀的威胁，2010年美国政府第一次以负到期收益率出售抗通膨債券（TIPS）。投资者为他们购买的每100美元债券支付105.50美元，愿意付钱给政府，换取向政府贷款的权利。但是投资者仍然希望能从债券中賺钱，因为这些债券提供了抵制通货膨胀的保障。

## 债券的历史
- 从较不严格的意义上说，1141年的法国就出现了证券经纪商和集中交易的场所。
- 中世纪末期，威尼斯、热那亚尝试发行政府公债，并诞生了政府公债的交易。
- 17世纪下半期，荷兰阿姆斯特丹交易所繁荣。
- 18世纪中后期，欧洲公债交易的中心转移到伦敦和巴黎。
- 1790年，美国第一家证券交易所费城证券交易所成立。

## 债券的特点
- 偿还性：规定有偿还期限，发行人必须按债券约定条件偿还本金并支付利息。
- 流通性：债券一般都可以在流通市场上自由转让。
- 安全性：与股票相比，债券通常规定有固定的利率。与企业绩效没有直接联系，收益比较稳定，风险较小。
此外，在企业破产时，债券持有者享有优先于股票持有者对企业剩余资产的索取权。
- 收益性：债券的收益性主要表现在两个方面：
投资债券可以给投资者定期或不定期地带来利息收入
投资者可以利用债券价格的变动，买卖债券赚取差额。

## 债券的票面要素
- 债券面值：债券面值是指设定的票面金额，代表发行人介入并承诺于未来某一特定日期偿付给债券持有人的金额。
- 发行年限：指債券本金償還日期。
- 债券票面利率：也称名义利率，是债券年利息与债券票面价值的比率，通常年利率用百分数表示。
- 债券有效年利率：
- 发行量 : 指債券發行總面值。亦指借貸人在此債券的總借款額。
- 发行人
- 承销商 : 負責此債券包銷的投資銀行或金融機構。
- 起息日 : 開始計算債券利息的日期
- 缴款日 : 發行人需要繳付利息給債券持有人的日期
- 兑付日

## 债券的种类

### 按发行主体分类
- 主權债券
  - 1942年日本為支應太平洋戰爭(大東亞戰爭)所發行之債券国庫券：一国的財政部发行的债券。

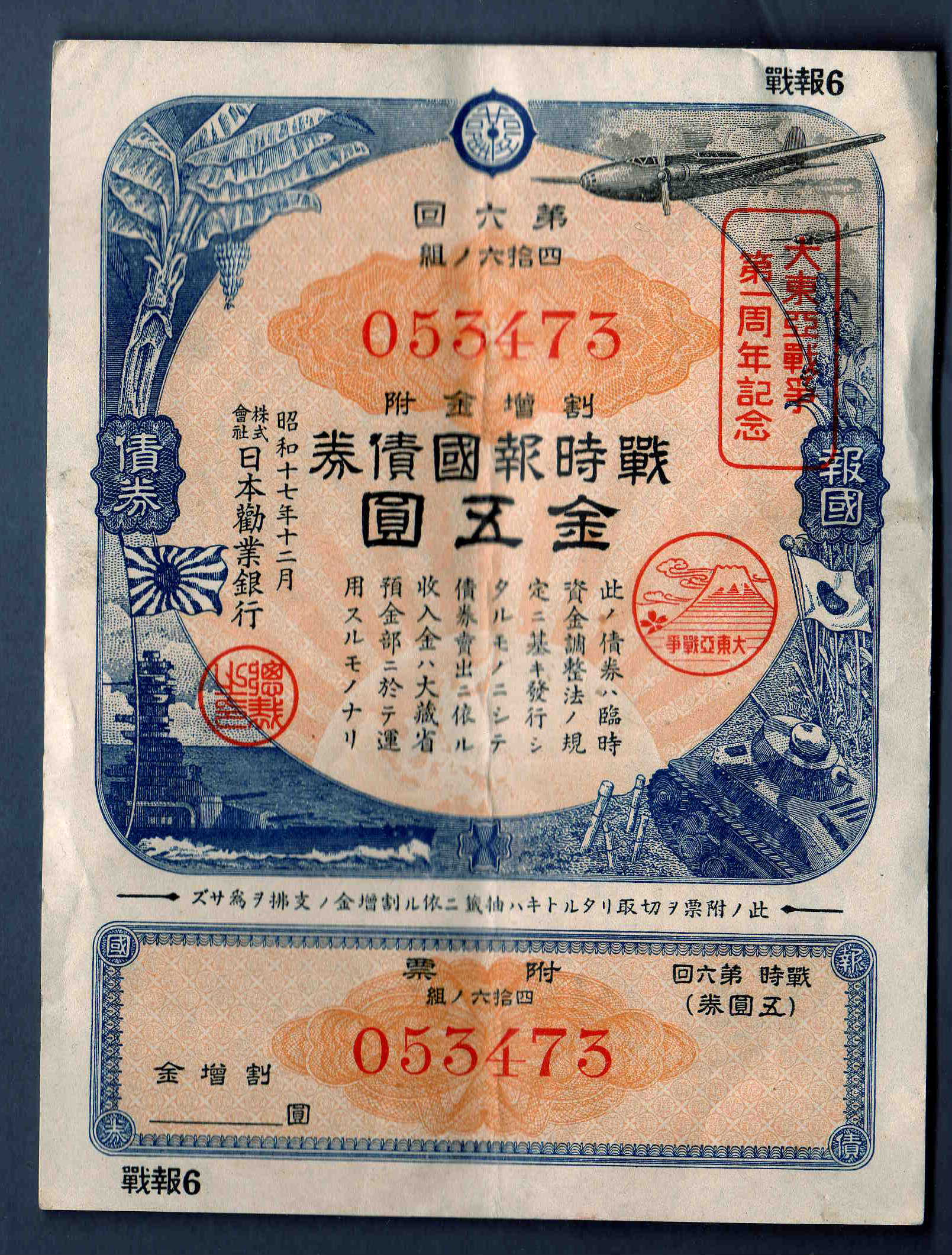
1942年日本為支應太平洋戰爭(大東亞戰爭)所發行之債券

  - 地方债券：一国的地方政府发行的债券，一般属于免税债券，即投资者无需就收取的利息支付税项，但是利率普遍比需要缴税的债券來得低。
- 金融债券：金融机构发行的债券。
- 企業债券：企業发行的债券。

### 按付息方式分类
- 贴现债券：是指在票面上不规定利率，发行时按某一折扣率，以低于票面金额的价格发行，到期时仍按面额偿还本金的债券。贴现债券又称贴水债券，指以低于面值发行，发行价与票面金额之差额相当于预先支付的利息，债券期满时按面值偿付的债券。
- 附息债券：在债券存续期内，对持有人（投资人）定期支付利息（通常每半年或每年支付一次），按照计息的方式不同，这类债券还可细分为固定利率债券和浮动利率债券两大类。有些附息债券可以根据合约条款推迟支付定期利率，被称为缓息债券。[3]
- 息票累积债券：债券持有人(投资人)必须在债券到期时一次性获得本息，存续期没有利息支付。[3]
- 零息债券 : 是指不付利息的債券。發行價一般是低於票面值發售。
- 固定利率债券
- 浮动利率债券

### 按计息方式分类
- 单利债券
- 复利债券
- 贴现债券
- 累进利率债券

### 按偿还期限分类
- 长期债券 : 指一般年期在10年之上
- 中期债券 : 指一般3 至 10年期債券
- 短期债券 : 指3年內債券
- 永久債券 : 指沒有到期日之債券，亦指發行機構只會定期付息給投資者，而不會繳還票面值之本金。此類債券息率一般比較高些。

### 按募集方式分类
- 公募债券：是指发行人向不特定的社会公众投资者公开发行的债券。该债券可以在公开的证券市场上市交易，流动性好。
- 私募债券：指发行人向特定投资者发行的债券。

### 按担保性质分类
- 无担保债券：也称为信用债券。
- 有担保债券：以抵押财产为担保发行的债券。一是抵押债券公司以不动产作为担保；二是质押债券公司以其它有价证券（如子公司股票或其它债券）作为担保所发行的公司债券。另外，在一些相关的法律法规中，质押债券是指已由政府、中央银行、政策性银行等部门和单位发行，在中央国债登记结算有限责任公司托管的政府债券、中央银行债券、政策性金融债券，以及经人民银行认可、可用于质押的其他有价证券；三是保证债券以第三人作为担保。

### 按债券形态分类
- 实物债券：实体债券，一般印有债券面额、债券利率、债券期限、债券发行人全称、还本付息方式等；
- 凭证式债券：凭证式国债是一种国家储蓄债，以“凭证式国债收款凭证”记录债权，不能上市流通，从购买之日起计息。在持有期内，持券人如遇特殊情况需要现金，可以到购买网点提前兑取。提前兑取时除偿还本金外，利息按实际持有天数及相应的利率档次计算，经办机构按兑付本金的1‰收取手续费；凭证式国债到期是一次性支付本金及利息，获得的是单利；固定利率；凭证式国债又分为纸质凭证式国债、电子记账凭证式国债。
- 记帐式债券：又名无纸化国债，准确定义是由财政部通过无纸化方式发行的、以电脑记账方式记录债权，并可以上市交易的债券，但不可提前兑付。记账式国债根据不同的年限，有不同的付息方式，一般中长期的记账式国债，采用年付或半年付，这些利息可以用来再投资，相当于复利记息；浮动利率。

### 特殊类型债券
- 綠色債券
- 銀色債券
- 可转换公司债券
- 戰爭債券

## 债券的风险
商业银行债券投资的风险，主要包括信用风险、价格风险、利率风险、购买力风险、流动性风险、政治风险和操作风险等。
信貸風险 : 投資者要面對債券發行機構未能償還債券利息和本金的風險, 留意信貸評級機構給予發行機構的評級並不是一種保證。
流動性風險 : 某些債券的二手市場可能並不活躍, 投資者未必可以出售手上持有的債券。
利率風險 : 債券的回報受到利率波動的影響。一般來說,當利率上升,債券價格便會下跌。債券年期越長, 價格受利率波幅影響越大。

## 歷史上大型債務危機
- 1997 亞洲金融風暴
- 2003 美國世界通訊破產
- 2007 美國次貸危機
- 2008 雷曼事件
- 2008–11年冰島金融危機
- 2009 希臘國債危機
- 2009 歐洲主權債務危機

## 债券的衍生品种
- 发行人选择权债券
- 投资人选择权债券
- 本息拆离品种
- 可调换债券